# Петко Момчилов (лекар)
Петко Момчилов е военен лекар, хирург, ортопед, акушер-гинеколог, масон и патриот, сражавал се в Балканската, Първата и Втората световна война.

## Биография
Петко Момчилов е роден на 22 май 1893 г. в Търново в стара и влиятелна възрожденска фамилия от град Елена. Той е син на Иван Момчилов, който е втори син на възрожденеца Иван Момчилов, създал прочутата Еленска Даскалоливница. След като завършва гимназиално образование в родния си град, Петко започва да следва медицина в град Лион, Франция. На два пъти прекъсва следването си, за да участва като доброволец в Балканската и Първата световна война.
Заради участието му в Първата световна война не му е позволено от френските власти да продължи обучението си във Франция. След войната продължава да следва медицина в Неапол, Италия, като стипендиант на Военното министерство. Там завършва и защитава докторска дисертация в областта на хирургията.
До 1922 г. работи като военен лекар в 21-ва и в 5-а пехотни дружини в Пловдив и в София. Между 1922 и 1927 г. д-р Момчилов е асистент на проф. Ал. Станишев в Хирургическата клиника на Медицинския факултет в София, през този период публикува няколко свои труда и учебници. Освен тясната си специалност хирургия овладява и различни други медицински специалности. Владеел е френски и италиански.
През 1923 г. се жени за Христина Панайотова. От 1927 г. д-р Момчилов се заселва в Ямбол, родния град на съпругата си. Закупува сградата на тютюнев склад на търговеца Георги Хаджиклечков и я превръща в частна хирургическа клиника с 21 легла, рентгенова зала, кабинети по вътрешни болести, уши-нос-гърло и акушерогинекология и амбулатория. „Момчиловата клиника" е официално открита на 17 юли 1927 г.
Като хирург е добре известен в цялата околност. Участва и в обществения живот на града – член на ръководството на Ловното дружество, има интерес към историята на града и е сред създателите на Археологическото дружество. Той е и сред учредителите на ямболската масонска ложа „Кабиле“ през зимата на 1928 година. Имал е намерение да създаде своя клиника в София, но Втората световна война и събитията след това осуетяват идеята му. По време на войната той е на фронта; като доброволци там са съпругата му и по-голямата му дъщеря.
След 9 септември 1944 г. д-р Момчилов постъпва в държавната болница на град Ямбол, а клиниката му е национализирана. Тогава той подарява инструментариума си на ямболския Родилен дом и на болницата. От 1949 до септември 1952 г. завежда Акушерогинекологичното отделение на ямболската болница. През този период той и зет му – архитект Сиромахов, конструират първия кувьоз за недоносени деца, с което намалява детската смъртност. В периода на неговото ръководство смъртността при новородените и родилките в отделението значително намалява, с което д-р Момчилов придобива известност в цяла България.
За д-р Момчилов изследователят д-р Камен Гърдев пише: „Блестящата му медицинска и обща култура, голямата ерудираност, богатото му въображение, независимото поведение и спокойствие стават притегателни за доста млади и интелигентни лекари, пребиваващи по това време в града, това дразни властите, които искат по всяка вероятност да подчинят интелигенцията… Може би затова за жертва е избран един от колоритните представители, съчетаващ в себе си западната култура и дълбокия народностен корен“.
На 29 септември 1952 г. е арестуван по обвинение в шпионаж. На закрития т. нар. малък католически процес на 24 декември 1952 г. д-р Петко Момчилов е осъден на смърт и пълна конфискация на имуществото. На 23 януари 1953 г. е разстрелян.

## Реабилитация
След падането на комунистическата диктатура в България дъщерите му Тодорка Момчилова и Иванка Сиромахова изискват преглед по реда на надзора на скалъпеното срещу него дело. Д-р Петко Момчилов е реабилитиран на 13 април 1993 г.